# Cochliomyia
Cochliomyia és el gènere de dípter braquícer de la família Calliphoridae. Tenen l'hàbit de dipositar els ous en mamífers de sang calenta i, en l'eclosió, les larves s'alimenten del teixit de l'hoste. Aquestes larves provoquen una infestació coneguda com a miasi.
El gènere Cochliomyia té dues espècies principals responsables d'ocasionar miasis en humans i animals: Cochliomyia hominivorax, que s'alimenta del teixit viu de les ferides i Cochliomyia macellaria, que s'alimenta de teixit necrosat (teixit mort). Cochliomya hominivorax és causa de preocupació, ja que augmenta les ferides netes i pot arribar als òrgans i causar seqüeles.

## Cladograma
Cladograma d'acord amb Catalogue of Life

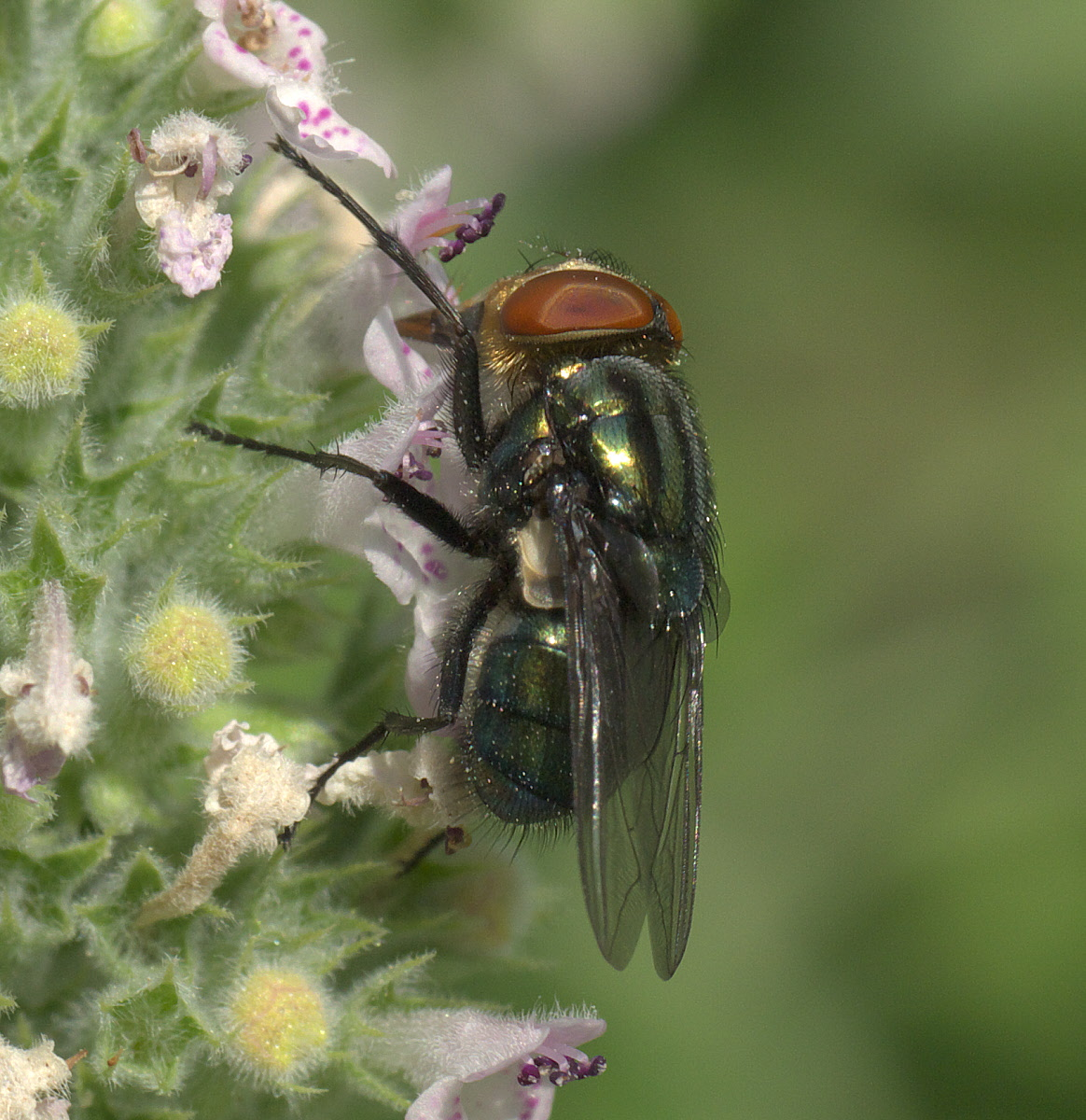
C. macellaria adulta

| Cochliomyia | \| \| Cochliomyia aldrichi \| \| \| \| \| \| Cochliomyia hominivorax \| \| \| \| \| \| Cochliomyia macellaria \| \| \| \| \| \| Cochliomyia minima \| \| \| \| |
|             | \| \| Cochliomyia aldrichi \| \| \| \| \| \| Cochliomyia hominivorax \| \| \| \| \| \| Cochliomyia macellaria \| \| \| \| \| \| Cochliomyia minima \| \| \| \| |
|             | Cochliomyia aldrichi |
|             | |
|             | Cochliomyia hominivorax |
|             | |
|             | Cochliomyia macellaria |
|             | |
|             | Cochliomyia minima |
|             | |

## Galeria

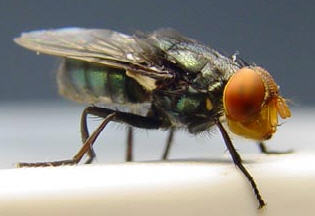
Cochliomyia_hominivorax
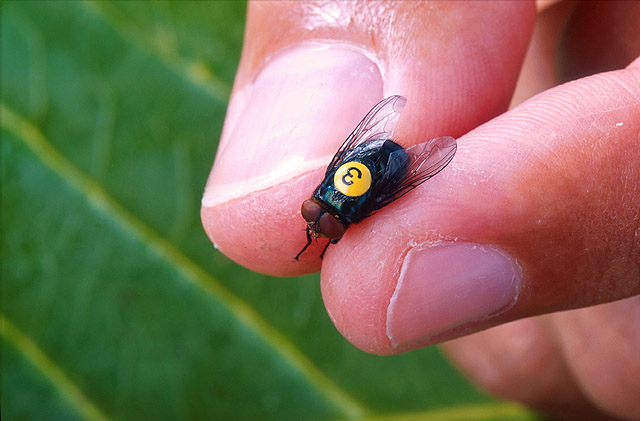
Mascles estèril de Cochliomyia_hominivorax
Edward F.Knipling
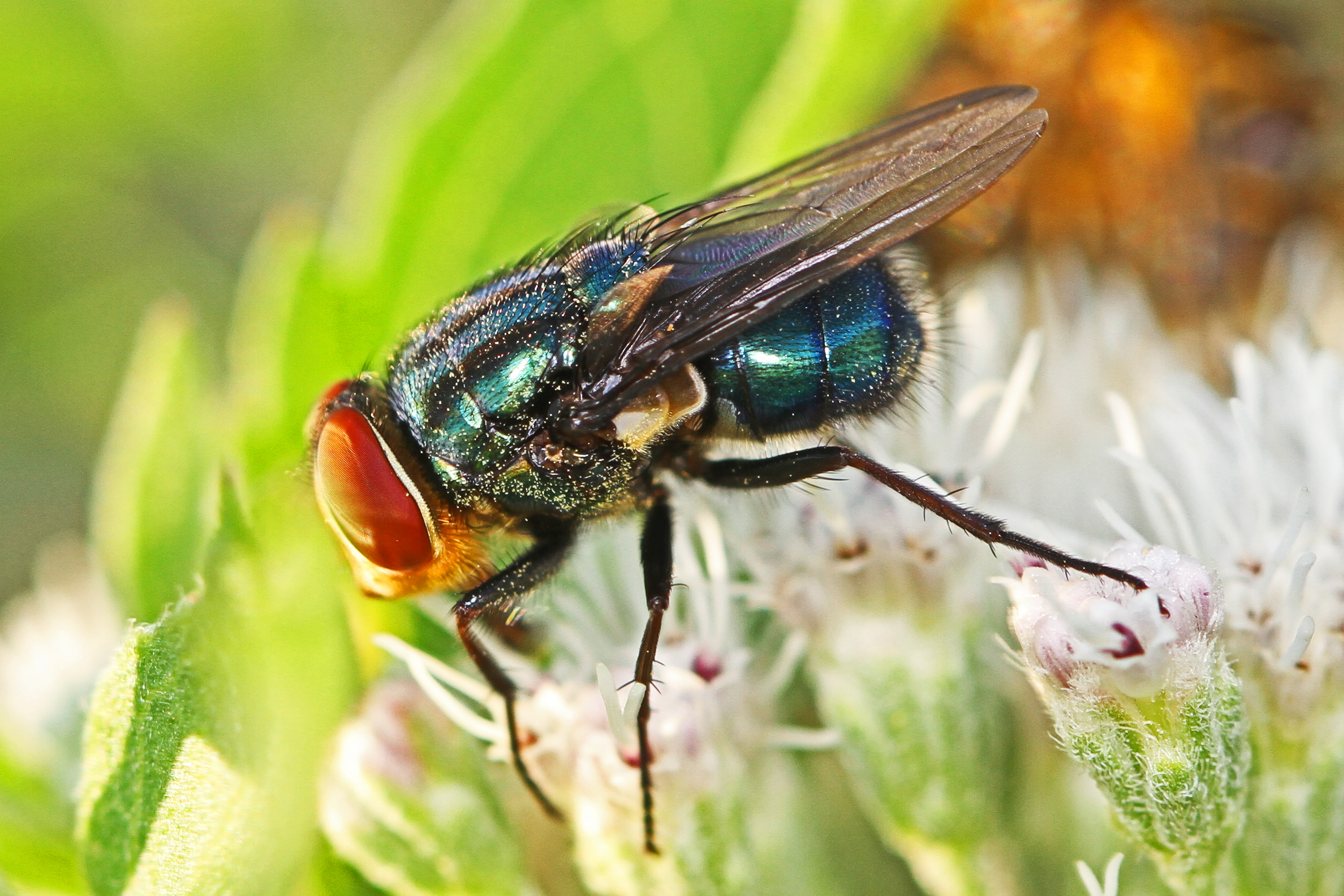
Cochliomyia macellaria